# 192 км (платформа)
192 кіломе́тр — пасажирський залізничний зупинний пункт Дніпровської дирекції Придніпровської залізниці на електрифікованій лінії Самар-Дніпровський — Нижньодніпровськ-Вузол між станціями Нижньодніпровськ-Вузол (7 км) та Самарівка (3 км). Розташований на півночі Самарського району міста Дніпра.

## Пасажирське сполучення
На Платформі 192 км зупиняються приміські поїзди сполученням Дніпро — Берестин (2 пари).